# Mosesholmen
Mosesholmen is een eiland in een van de fjorden van de Botnische Golf. Het hoort bij Zweden. De fjord hoort tot het estuarium van de Pite. Het eiland ligt voor de westkust van Nörd-Haraholmen, dus is er een van de Pite-archipel. Het heeft geen vaste oeververbinding, maar er staan wel enkele zomerhuisjes.
Eiland: Baggen · Baljan · Bergön · Bergskäret · Bergvättingen · Berkön · Bondökallarna · Bondökallrevet · Bondön · Bursfjärdgrundet · Degerbergsgrundet · Djupgrunden · Döman · Fårön (Piteå) · Fårön (Trundön) · Fjärdvättingen · Fjuksören · Fjuksörrevet · Flottgrunden · Fördärvet · Furuholmen · Görjeskäret · Gråsjähällan · Gråsjälen · Gråsjälgrundet · Grundkallen · Grytan · Guldsmeden · Hällen · Hällskäret · Hällskärsgrundet · Halsören · Hamngrunden · Hamnholmen · Hamnviksgrundet · Hans-Persagrundet · Haraholmsrevet · Huvan · Innersten Bondökallen · Innerstholmen-Bastaholmen · Inre Mjoögrunden · Inre Mörögrundet · Jävre Sandön · Jävreholmen · Klacken · Klemmeten · Klemmetgrundet · Klingergrundet · Klingergrundsrevet · Klinten · Kluntarna · Kluntbrotten · Krokamargit · Lakakallarna · Långörarna · Lappskatagrundet · Lavholmen · Lellrevet · Lill Björn · Lill Rönnskär · Lillhörun · Lill-Leskäret · Lill-Räbben · Lill-Renörarna · Lillrevet · Lill-Sandögrundet · Lill-Sandskäret · Lill-Svinören · Lönngrundet · Lövgrundet · Malen · Malkallen · Medgrundet · Medgrundsrevet · Mellerstön · Mitten Bondökallen · Mjoön · Mörgrundet · Mosesholmen · Näsgrundet · Nörd-Fårön · Nörd-Haraholmen · Nörd-Mörön · Norra revet · Nötögrundet · Nötön · Ol-Svensakallen · Ol-Svensastenarna · Orrskäret · Orrskärsgrundet · Orrskärsrevet · Örsgrönnan · Patta Peken · Peken · Pitholmen · Pultvikhällan · Rävagrundet · Renön · Renskär · Renskärsrevet · Ringelrevet · Sandöklubben · Sandön · Sandskärsgrundet · Sandskärshörn · Skabbgrundet · Skottgrundet · Sladagrunden · Smågrunden · Söran · Sör-Fårön · Sör-Haraholmen · Spaningsören · Stenskäret · Stor Dödmannen · Storfjärdsgrunden · Storgrundet · Storhörun · Stor-Leskäret · Stor-Räbben · Stor-Renörarna · Storrevet · Stor-Sandskäret · Storstenen · Storstenrevet · Stor-Svinören · Tallskäret · Timmermannen · Trundön · Trutgrundet (Bergön) · Trutgrundet (Bondön) · Tvarun · Vargön · Västra revet · Vidvästern · Vorrskärsgrundet · Yttersten Bondökallen · Ytterstholmen · Yttre Degerstensgrundet · Yttre Mjoögrunden · Yttre Mörögrundet · Yxvättingen
Ondiepte: Storstengrundet